# Ippa pachystoma
Ippa pachystoma är en fjärilsart som beskrevs av Edward Meyrick 1920. Ippa pachystoma ingår i släktet Ippa och familjen äkta malar. Inga underarter finns listade i Catalogue of Life.